# Kathy Sheehy
Kathy „Gubba“ Sheehy (* 26. April 1970 in Moraga, Kalifornien) ist eine ehemalige Wasserballspielerin aus den Vereinigten Staaten. Sie gewann bei Olympischen Spielen und bei Panamerikanischen Spielen je eine Silbermedaille.

## Sportliche Karriere
Kathy Sheehy studierte an der San Diego State University.
Bei der Weltmeisterschaft 1994 in Rom erreichte die Nationalmannschaft in der Vorrunde den zweiten Platz hinter den Italienerinnen. Nach einer Halbfinalniederlage gegen die Niederländerinnen verlor das US-Team das Spiel um Bronze gegen die Italienerinnen. Vier Jahre später unterlag die Nationalmannschaft bei der Weltmeisterschaft 1998 in Perth im Viertelfinale den Niederländerinnen mit 5:9. In den Platzierungsspielen verloren die Amerikanerinnen zweimal und belegten in der Gesamtwertung den achten Rang. 1999 fand erstmals bei Panamerikanischen Spielen ein Wasserballturnier für Frauen statt. Nach der Vorrunde lag das US-Team auf dem dritten Platz, besiegte aber im Halbfinale die Brasilianerinnen. Im Finale gewann die Mannschaft aus Kanada mit 8:6. Bei den Olympischen Spielen 2000 in Sydney stand auch erstmals ein Wasserballturnier für Frauen auf dem Programm. Die 1,77 m große Sheehy wurde in allen sieben Spielen der Mannschaft eingesetzt und erzielte ein Tor. Im Halbfinale besiegte das US-Team die Niederländerinnen mit 6:5. Im Finale unterlagen die Amerikanerinnen den Australierinnen mit 3:4. 2001 bei der Weltmeisterschaft in Fukuoka gewann das US-Team seine Vorrundengruppe und besiegte im Viertelfinale die Griechinnen. Nach einer 6:8-Halbfinalniederlage gegen die Italienerinnen verlor das US-Team im Spiel um den dritten Platz gegen die kanadische Auswahl.
Sheehy spielte nach ihrer Graduierung für den New York Athletic Club und für den Old Mission Beach Aquatic Club. Nach ihrer Karriere war sie als Trainerin tätig, so für die B-Nationalmannschaft und an Highschools.